# 登頓 (密蘇里州佩米斯科特縣)
登頓（英語：Denton）是位於美國密蘇里州佩米斯科特縣的普查規定居民點。

## 人口
根據2020年美國人口普查的數據，登頓的面積為0.98平方千米，皆為陸地。當地共有人口82人，而人口密度為每平方千米83.67人。